# Moulage

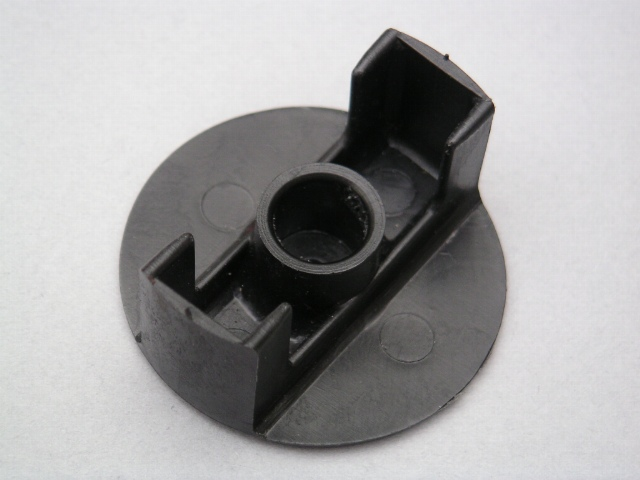
Pièce plastique moulée par injection

Le moulage est l'action de prendre une empreinte qui servira ensuite de moule dans lequel sera placé un matériau et qui permettra le tirage ou la production en plusieurs exemplaires d'un modèle. Le tirage consiste donc à placer un matériau (liquide, pâte, poudre, feuille, plaque, paraison, préforme, pastille, etc.) dans un moule dont il prendra la forme.
Un moulage réussi demande beaucoup de réflexion et de goût. Avant toute opération, il faut étudier minutieusement les formes, en sentir les moindres détails. Avec un peu d'expérience, cette observation attentive du modèle permet de déterminer le choix de la technique, et des produits à utiliser.
C’est principalement le travail du mouleur, qui d’après la pièce à réaliser, détermine les modèles à réaliser, les empreintes dans les moules, les noyaux ; le tout en tenant compte des impératifs de démoulage, de retrait de la matière. Le mouleur est celui qui dessine les outillages au bureau d’études, mais aussi celui qui réalise les modèles à l’atelier d’outillage.
La technique du moulage vise le plus souvent la fabrication d'objets en série plus ou moins importante. Dans la coulée sous-pression, l'objet une fois solidifié peut être libéré (démoulage) sans détérioration du moule, et dans le moulage sable, on fabrique autant de moules que de pièces (cas de la fonderie au sable).

## Différents types de moulage

### Moulage en sable
Technique très courante en fonderie, démoulage par destruction du moule. L'intérêt de cette technique est qu'elle permet de travailler avec un matériau réfractaire (le sable), et que le moule ne coûte pas cher à fabriquer.
Moulage en sable humide (ou moulage à vert)le sable n'est pas mélangé à une résine quelconque, mais tient par son état d'humidité. Le moulage s'effectue soit, en horizontal, dans des châssis (cas le plus ancien et le plus fréquent), soit sous forme de mottes avec plan de joint vertical ; c'est le moulage en motte ou procédé Disamatic.
Moulage sable à durcissement thermiquele durcissement se fait soit dans l’empreinte ou hors empreinte.
Moulage sable à durcissement chimiquele durcissement se fait par réaction chimique, soit entre les composants (résines), soit par l’action d’un gaz:
le durcissement se fait par action directe et physique sur le sable comme le moulage sous vide ou procédé V-process.
Moulage à modèle perdules techniques les plus diffuses sont, pour la plus ancienne, celle du moulage à cire perdue et pour la plus moderne, le moulage à modèle en polystyrène connu sous le nom de procédé Lost Foam ou PMP.

### Moulage métallique
Le moule métallique est réutilisable plusieurs fois. Le démoulage est rendu possible par la différence de matière entre le moule et le métal coulé. Le moule subit toujours un poteyage avant introduction du métal en fusion.
Moulage par gravitéde pièces en aluminium (piston d’automobile).
Moulage à basse-pressionprocédé semi-automatique pour la fabrication de pièces moulées de haute qualité, précises et homogènes, en petite et grande série. Le métal, aluminium en général, est introduit dans le moule par le bas sous une faible pression (0,2 à 2 bar).
Moulage sous-pressionde pièces en aluminium (industrie automobile, aéronautique) et en zamac, en matière plastique ou en caoutchouc (moulage par injection).

### Moulage dans couture
Il s'agit du moulage (ou encore du toilisme). Il s'agit de créer un vêtement directement sur un mannequin de couture en posant le tissu sur le mannequin que l'on veut draper ou pour faire une forme ou un volume sur le vêtement

### Procédés spéciaux de moulage
Moulage avec insertsun insert, souvent métallique, est posé dans le moule avant la coulée du métal et sera solidaire de la pièce finie.
Moulage avec refroidisseurspièces métalliques posées provisoirement dans le moule au moment de la coulée et qui ont pour but de refroidir rapidement le métal à l’endroit du contact et provoquer une trempe locale.
Moulage par centrifugationle métal est coulé dans un moule en rotation rapide. Utilisé aussi pour fabriquer des composites (renfort plus résine).
Moulage bimétalliques'obtient en coulant successivement deux alliages différents pour obtenir, en finale, une seule pièce à deux composants et ayant des caractéristiques différentes suivant l'endroit considéré.
Moulage en coulée continueun procédé où le moule en graphite à extrémités ouvertes, est alimenté en métal en fusion qui se solidifie pour produire une barre, un tube ou un profilé quelconque.
Moulage en empreinte souplel'apparition de moules souples (primitivement en gélatine, en caoutchouc, latex, élastomère et aujourd'hui surtout en silicone) permet une simplification notable dans la conception des moules, ainsi que l'obtention directe de formes qui auraient nécessité un usinage après moulage avec un moule rigide (formes en contre-dépouille en particulier).
Moulage par congélationprocédé qui consiste à lier les grains de sable par de la glace par injection d’azote ou de CO2 liquide.
Moulage par forgeage liquideen moule métallique, plus communément connu sous le nom de squeeze-casting, s'applique aux alliages légers, avec une solidification sous une pression très élevée.

## Ateliers de moulage

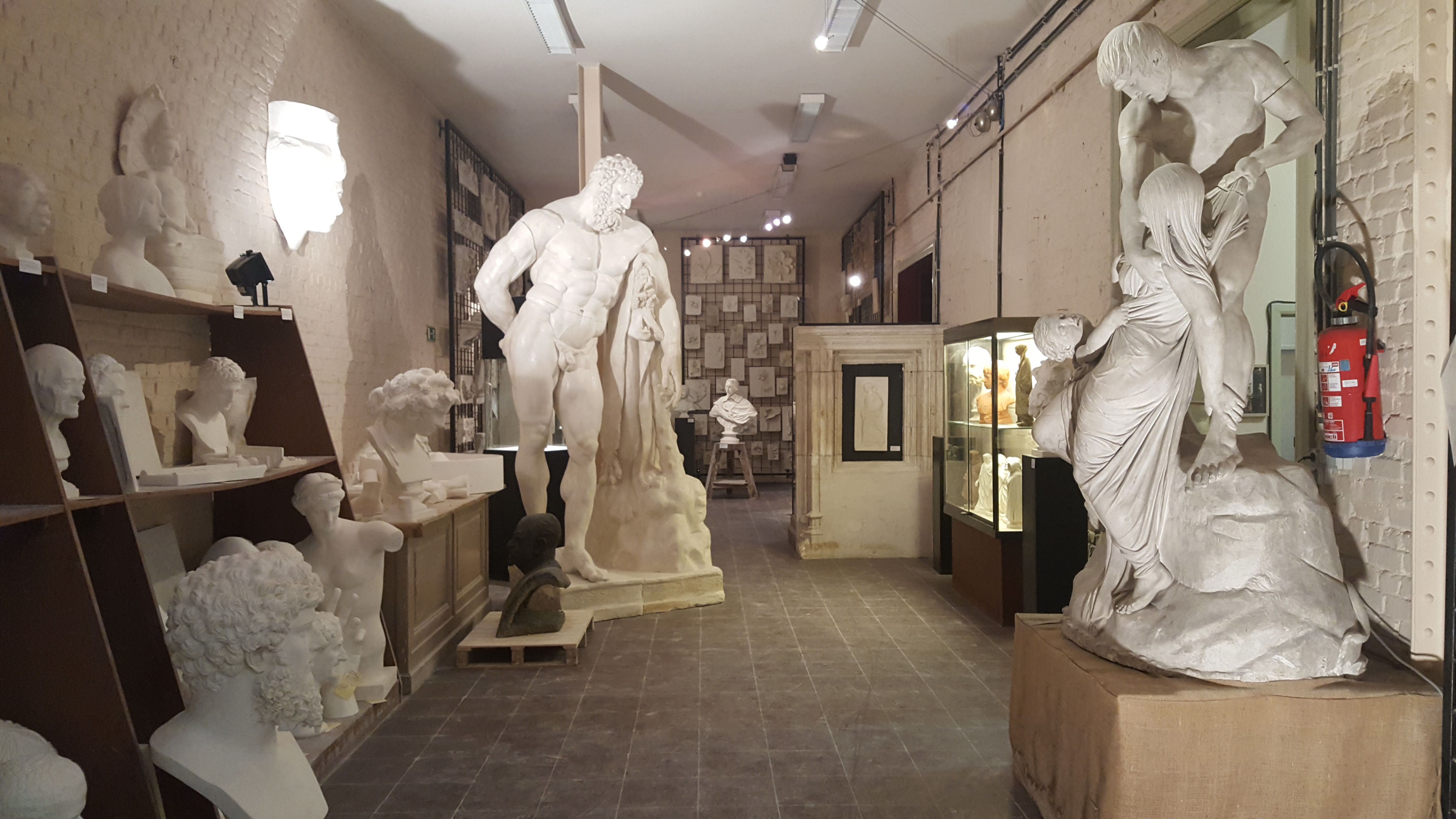
L'Atelier de moulage du musée du Cinquantenaire (Bruxelles).

Les moulages statuaires sont réalisés dans un atelier d'artiste ; Une pièce de travail de l'artiste, éventuellement aidé par ses élèves.
On notera quelques exemples d’ateliers privés contemporains célèbres : 
L’atelier Lorenzi : fondée en 1871 par Michel Lorenzi, la maison Lorenzi est aujourd'hui animée par son arrière-petit-fils du même prénom qui perpétue la tradition du moulage tout en faisant évoluer ses techniques. À l’origine, les moulages étaient essentiellement réalisés en plâtre, tandis qu'aujourd'hui, la résine est le matériau le plus souvent employé.  En 1994 Michel Lorenzi (1931-2018) obtient du Ministère de la Culture, le titre de Maître d'art consacrant son excellence professionnelle, sa maîtrise des techniques de son art et ses compétences pédagogiques à transmettre son savoir. La maison Lorenzi  fait partie des fournisseurs des établissements publics et écoles d'art de France.
Les ateliers Maestri Scultori : Maestri Scultori est une maison d’art fondée en 2001 par Omar Ricciardi, professeur de sculpture à la Faculté d'Art de l'Université nationale de Cuyo (Mendoza, Argentine). Maestri Scultori s’est spécialisé dans la copie de pièces antiques, grâce à la mise au point d’un marbre de Carrare unique qui s'inscrit dans la continuité de l'enseignement traditionnel de la culture du stuc. Les Maestri Scultori font partie des fournisseurs des établissements publics de France et d'Europe tels que les musées du Capitole de Rome, et l'Académie des beaux-arts de Venise.
Les ateliers publics ont les collections les plus vastes et anciennes. Ils ont comme missions principales la reproduction de chefs-d'œuvre de la statuaire mondiale, la conservation d'empreintes de sculptures disparues ou abîmée, la transmission de métiers anciens et de savoir-faire rares. Il s'y pratique la prise d'empreinte sur originaux ou sur plâtres, le tirage en plâtre et en matériaux de synthèse à partir de moules (à pièce, à la gélatine ou en silicone), la patine (cire, gomme-laque, acrylique). Les plus connus, encore en fonction, sont : 
L'atelier des musées nationaux de Berlin Berliner Gipsformerei : fondé en 1819
L'atelier de moulage du GrandPlaisRmn : anciennement Atelier de moulage du Louvre fondé en 1794. En 1929 il fusionne avec l'atelier du musée de Sculpture comparée (1882), atelier et collections déménagent alors au Trocadéro. En 1997 il déménage à nouveau à la Plaine Saint-Denis où le rejoint bientôt l'atelier de la Chalcographie du Louvre (2007). Ces deux ateliers constituent aujourd'hui les Ateliers d'Art du GrandPalaisRMN. 
Atelier de moulage du Musée Art & Histoire de Bruxelle : fondé au Parc du Cinquantenaire à la fin du 19e siècle.